# Amphilina foliacea
Amphilina foliacea är en plattmaskart som först beskrevs av Rudolphi 1819.  Amphilina foliacea ingår i släktet Amphilina och familjen Amphilinidae. Inga underarter finns listade i Catalogue of Life.

## Bildgalleri

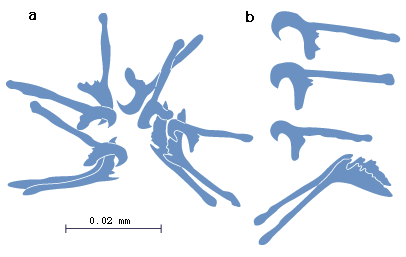
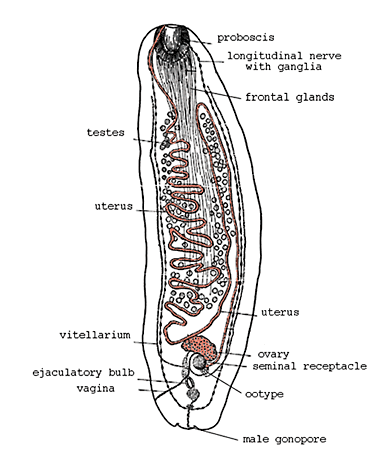